# SS Cygni
SS Cygni, auch SS Cyg, wurde 1896 von Louisa D. Wells entdeckt. Es handelt sich um eine Zwergnova, und damit ein kataklysmisch veränderliches Doppelsternsystem, im Sternbild Schwan, bestehend aus einem Weißen Zwerg mit etwa 0,6 M☉, der von einem Begleiter mit nur 0,4 M☉ umkreist wird.
Das System ist hinsichtlich Aufbau und Zusammensetzung den Subtypen U Geminorum, SU Ursae Majoris und Z Camelopardalis ähnlich und bildet den Prototyp einer Unterklasse Zwergnovae, die nur normale Ausbrüche zeigen.
Die Helligkeit steigt in der Regel alle sieben bis acht Wochen für eine Dauer von bis zu zwei Tagen von 12m bis 8m an. Die nördliche Deklination von SS Cygni (etwa 44° N) macht das Doppelsternsystem aus europäischen und nordamerikanischen Breiten fast zirkumpolar, sodass ein Großteil der Amateurastronomen der Welt das Verhalten überwachen kann. Da der Doppelstern vor dem Hintergrund der Milchstraße liegt, enthält das Sichtfeld des Teleskops um SS Cygni eine Fülle nützlicher Helligkeitsvergleichssterne.
Die Bahnneigung des Systems wurde zu etwa 50° berechnet. Weitere Studien deuten darauf hin, dass die beiden Sterne im SS-Cygni-System (von Oberfläche zu Oberfläche) nur ca. 161.000 km oder weniger voneinander entfernt sind. Dadurch beträgt ihre Umlaufdauer etwas mehr als 6,5 Stunden.
Astronomisch gesehen liegt SS Cygni auch ziemlich nahe an der Erde. Ursprünglich mit 90 bis 100 Lichtjahren angenommen, wurde die Entfernung 1952 auf etwa 400 Lichtjahre geändert. Die Daten des Hubble-Weltraumteleskops wiesen 2007 einen Abstand von etwa 540 Lichtjahren auf, obwohl dieser Wert Schwierigkeiten mit der Theorie der Zwergnovae verursachte. Dies wurde in den Jahren 2010 bis 2012 unter Verwendung von Radio-Interferometrie mit VLBI überprüft, was einen geringeren Abstand von (114 ± 2) pc respektive (371,6 ± 6,5) Lj ergab. Dieses Ergebnis entspricht viel besser dem alten 400-Lichtjahr-Wert und beseitigt auch die Probleme, die der größere HST-Abstand für die Theorie der Zwergnovae machte.

## Geschichte
Edward Charles Pickering kündigte im Rundschreiben Nr. 12 des Harvard-College-Observatoriums erstmals am 12. November 1896 die Entdeckung "eines (variablen) Sterns im Sternbild Schwan" an. Im Zeitraum von 40 Tagen wurde fotografisch eine Helligkeit von 7,2m bis 11,2m aufgezeichnet, die von Pickering als "ungewöhnlich großen Bereich für kataklysmische Veränderliche mit einer so kurzen Periode" bezeichnete. Dieser neue Stern erhielt 1897 den Namen SS Cygni.
Nach der Entdeckung von U Geminorum im Jahr 1855 war SS Cygni erst der zweite Stern, der in die Sternklasse der Zwergnovae eingeordnet wurde (heute sind über 375 Zwergnovae bekannt). Im Jahresbericht am 30. September 1896 des HCO erklärte Pickering, dass eine seiner Mitarbeiterinnen "Louisa D. Wells fünf neue Veränderliche aus einem Vergleich von Diagrammtafeln gefunden hat. Die wichtigste davon ist W Delphini, ein Stern der Algol-Klasse."
Nach über 100 Jahren intensiver Beobachtung konnte das Verhalten von SS Cygni im visuellen Bereich des Spektrums gut beschrieben werden. Die Ruhephase bestimmt ca. 75 % der Beobachtungszeiten. Von diesem − spektroskopisch low state genannten − Zustand aus beginnt sich der Stern ohne Vorwarnung aufzuhellen und erreicht in nur einem Tag seine maximale Helligkeit. Die Lichtkurve zeigt dann eine Verteilung abwechselnder breiter und enger Eruptionen, die kein bestimmtes zyklisches Muster aufweisen. Eine Wiederholung dieser Ausbrüche mit einer Dauer von 7 bis 14 Tagen kann alle 4 bis 10 Wochen erwartet werden.

## Aufbau
In diesem System befindet sich der kühle massearme Hauptreihenstern so nahe am Weißen Zwerg, dass ein Massentransfer durch den inneren Lagrange-Punkt auf eine Akkretionsscheibe erfolgt. Es wird angenommen, dass die beobachteten Ausbrüche auf Prozesse zurückzuführen sind, die in der wasserstoffreichen Akkretionsscheibe auftreten.
Wie bei SU Ursae Majoris ist es noch unklar, ob die Ausbruchsaktivität das Ergebnis einer plötzlichen Übertragung von Masse (wie im Mass-Transfer Burst Modell vorgeschlagen) ist, oder ob es sich um Instabilitäten innerhalb der Akkretionsscheibe (wie vom Disc Instability Modell postuliert) handelt. Während eines Ausbruchs mit einer Dauer von 10 bis 1.000 Tagen kann die Helligkeit typischer Zwergnovae um 2 bis 6 Größenordnungen zunehmen.
Ein Merkmal der Lichtkurven von Zwergnovae ist, dass neue Ausbrüche nicht unbedingt wie die vorangegangenen aussehen. Das heißt, die Form des Ausbruchs kann sich von Zyklus zu Zyklus ändern. Ein Blick auf die Lichtkurve von SS Cygni zeigt immer wieder wechselnde Intervalle von breiten und engen Eruptionen mit einer Dauer von 18 bzw. 8 Tagen. Darüber hinaus werden gelegentlich auch seltene anomale Ausbrüche mit einer langsamen Anstiegsrate und breiter und symmetrischer Lichtkurve beobachtet. Weil das System diese wechselnde Ausbruchscharakteristik seit seiner Entdeckung aufweist, war es eine interessante Feststellung, dass SS Cygni zwischen 1907 und 1908 kein solches Verhalten zeigte, und nur geringfügigen Schwankungen unterlag. Danach konnte ein solches Auftreten nicht mehr beobachtet werden.

## Ausbruchsarten
Nach einer umfassenden Untersuchung der Lichtkurve von SS Cygni gelangte Leon Campbell 1934 zu dem Schluss, dass die Ausbrüche in Abhängigkeit von ihrer Anstiegs- und Abfallzeit durch eine Buchstabenfolge klassifiziert werden können. Klasse A mit einem raschen Anstieg bis zum Maximum; Klasse B mit einem etwas langsameren Anstieg; Klasse C mit moderatem Anstieg; und Klasse D mit einem außerordentlich langsamen Anstieg. Die C- und D-Klassifikationen werden im Vergleich zum raschen Anstieg der A- und B-Typen als anomal bezeichnet. Die A- und B-Ausbrüche werden dann jedoch in breite und enge Ausbrüche eingeteilt. Weitere Untersuchungen ergaben, dass die A-Klasse mit 64 % der Ausbrüche dieses Typs führend ist, B mit 9 %, C mit 18 % und D mit 9 %. Eine spätere Studie von Bath und van Paradijs 1983 verfeinerte die Definitionen von Klassen so, dass Ausbrüche vom Typ A im Allgemeinen ab einem Ruhezustand mit einer visuellen Größe von (11,9 ± 0,12)m beginnen, während die anderen von (11,64 ± 0,30)m aufhellen.
Statistische Untersuchungen der Lichtkurve von SS Cygni im Laufe der Jahre haben zahlreiche Korrelationen ergeben, von denen das abwechselnde Auftreten von breiten und engen Ausbrüchen besonders hervortritt. Eine Untersuchung des Langzeitverhaltens von SS Cygni wurde von Cannizzo und Mattei 1992 bezüglich des Ausbruchtyps durchgeführt. In dieser Veröffentlichung wird davon ausgegangen, dass ein Ausbruch auftritt, wenn das System eine visuelle Größe von 10m überschreitet. Die Eruptionen werden dann durch eine Zeitskala nach langen oder breiten Ausbrüchen (mit dem Buchstaben "L" bezeichnet) und einer Dauer von mehr als 12 Tagen getrennt. Die kurzen oder schmalen Ausbrüche (mit dem Buchstaben "S" bezeichnet) dauern weniger als 12 Tage. Eine Datenanalyse ergab die häufigste Sequenz als LS (mit 134 Vorkommen), LLS (69), LSSS (14) und LLSS (8). Zusammen machten diese Aufeinanderfolgen 89 % der untersuchten Ereignisse aus.

## Ausbruchsursachen
Es wurde vorgeschlagen, dass der entscheidende Faktor, ob ein Ausbruch eine breite oder eine schmale Charakteristik haben wird, von der vorhandenen Menge der Masse in der Akkretionsscheibe zu Beginn einer thermischen Instabilität abhängt. Das heißt, der schmale Ausbruch könnte auf einen mittleren Massentransfer zurückzuführen sein, während breite Ausbrüche auf einen großen Massentransfer (≥ 1,1 × 10−8 M☉/Jahr) hinweisen können.
Das Licht, das im sichtbaren Bereich des Spektrums während eines Ausbruchs zu sehen ist, stammt aus dem kühleren äußersten Bereich der Akkretionsscheibe. Die innere Scheibe ist jedoch aufgrund der freigesetzten Akkretionsenergie heißer und daher Quelle für ultraviolette Strahlungsemissionen. Die Grenzschicht zwischen der Akkretionsscheibe und dem Weißen Zwerg ist noch heißer und sendet daher Röntgenstrahlung und ultraviolette Strahlung aus. Um die Eigenschaften der inneren Bereiche der Scheibe und der Grenzschicht von SS Cygni sowie anderer Zwergnovae Typen zu untersuchen, sind daher Beobachtungen mit Satelliten erforderlich, deren Instrumente in hochenergetischen Bändern aufzeichnen können.